# 2002 videójátékai
A 2002-ben megjelent videójátékok.
| rövidítés | Platform          |
| --------- | ----------------- |
| Mac       | Macintosh/Mac OS  |
| NDS       | Nintendo DS       |
| GC        | Nintendo GameCube |
| GBA       | Game Boy Advance  |
| PS2       | PlayStation 2     |
| PS3       | PlayStation 3     |
| Wii       | Wii               |
| Win       | Microsoft Windows |
| Xbox      | Xbox              |

## 2002-es események
- Ay amerikai Academy of Interactive Arts & Sciences (AIAS) megrendezte az 5. Interactive Achievement Awards díjátadó ünnepséget, a Maxis vég munkatársát, Will Wright-ot felvették az  AIAS Dicsőségcsarnokába
- A BAFTA (British Academy of Film and Television Arts) ötödik alkalommal rendezte meg a BAFTA Interactive Entertainment Awards díjátadó ünnepséget a multimédia technológia kategóriában, a 21 díj közül 10-et videójátékok kaptak, míg Ian Livingstone megkapta a BAFTA különdíját (BAFTA Interactive Special Award)
- Megalakult a Big Fish Games játékfejlesztő stúdió, egyetlen alkalmazottja Paul Thelen
- A 8. alkalommal rendezik meg az Electronic Entertainment Expo kiállítást Las Vegas-ban, az 5. alkalommal adják át a kiállítás legjobb játékának a videójáték-kritikusok díját (Game Critics Awards)
- Az Eidos Interactive stúdió a holland nemzetiségű Jill De Jong modellt választotta Lara Croft megszemélyesítésére
- A G4 Media televíziós társaság elindította a G4 kábeltelevíziós csatornáz, amely a videójátékokra koncentrál.
- A Gama Network 4. alkalommal rendezte meg a független játékfejlesztők fesztiválját (Independent Games Festival, IGF)
- A játékfejlesztők konferenciája (Game Developers Conference) második alkalommal osztotta ki a Game Developers Choice Awards díjakat
- A Sega létrehozta a mobil telefonokra és PDA-kra videójátékokat fejlesztő leányvállalatát, a Sega Mobile-t,  valamint megalakította a Sega.com Business Solutions osztályt, amely a játékfejlesztőkkel és -kiadókkal való kapcsolattartásért felelős
- A Rockstar Games játékfejlesztő stúdió botrányba keveredett a Grand Theft Auto III és Grand Theft Auto: Vice City videójátékok kapcsán
- március 22-én a The Sims átvette a Myst helyét, mint minden idők legsikeresebb videójátékja, eddigfre összesen 6,3 millió darabot értékesítettek a játékból[1]
- júliusban az Interactive Entertainment Merchants Association megrendezte harmadik konferenciáját a videójátékipar felső vezetőinek (Executive Summit)

## Megjelenések
- február 22. – Jet Set Radio Future (Xbox)
- március 26. – Jedi Knight II: Jedi Outcast (Win)
- március 28. – Heroes of Might and Magic IV (Mac, Win)
- március 31. – Dungeon Siege (Win)
- április 26. – Utawarerumono (Win)
- április 30. – Resident Evil Remake (GC)
- május 2. – The Elder Scrolls III: Morrowind (Win)
- május 3. – Sonic Adventure 2 (GC)
- május 16. – Final Fantasy XI (Japán) (PS2)
- május 20. – Soldier of Fortune II: Double Helix (Win)
- május 20. – Grand Theft Auto III (Win)
- június 1. – The House of the Dead III (Arcade)
- június 6. – The Elder Scrolls III: Morrowind (Xbox)
- június 16. – Neverwinter Nights (Win)
- június 27. – Coloball 2002 (PlayStation 2)
- július 3. – Warcraft III: Reign of Chaos (Win)
- július 4. – America’s Army (Win)
- augusztus 7.[2] – Bikini Karate Babes (Mac, Win)
- augusztus 19. – Medieval: Total War (Win)
- augusztus 25. – Super Mario Sunshine (GC)
- augusztus 25. – Super Monkey Ball 2 (GC)
- augusztus 27. – SOCOM: U.S. Navy SEALs (PS2)
- augusztus 28. – Mafia: The City of Lost Heaven (Win)
- szeptember 10. – Battlefield 1942 (Win)
- szeptember 15. – Animal Crossing (GC)
- szeptember 17. – Kingdom Hearts (PS2)
- szeptember 23. – Sly Cooper and the Thievius Raccoonus (PS2)
- szeptember 23. – Tekken 4 (PS2)
- szeptember 30. – No One Lives Forever 2: A Spy in H.A.R.M.’s Way (Win)
- október – Colin McRae Rally 3 (Win, PS2, Xbox)
- október 9. – TimeSplitters 2 (PS2)
- október 22. – Baldur's Gate: Dark Alliance (Xbox)
- október 23. – Tony Hawk's Pro Skater 4 (PSX, PS2, Xbox, GC, GBA, Zodiac, Mac OS X, Win)
- október 27. – Grand Theft Auto: Vice City (PS2)
- november 1. – Age of Mythology (Win)
- november 4. – Ratchet & Clank (PS2)
- november 6. – The Elder Scrolls III: Tribunal (Win)
- november 10. – Resident Evil 0 (GC)
- november 11. – MechAssault (Xbox)
- november 15. – Metroid Prime (GC)
- november 18. – Baldur's Gate: Dark Alliance (GC)
- november 18. – Tom Clancy’s Splinter Cell (Xbox)
- november 20. – Mortal Kombat: Deadly Alliance (PS2, Xbox, GC, GBA)
- december 13. – The Legend of Zelda: The Wind Waker (Japán) (GC)

### Videójáték-konzolok
A domináns játékkonzolok 2002-ben:
- Nintendo GameCube
- Microsoft Xbox
- Sony PlayStation 2

### Videójátékok értékesítése
Az alábbi táblázat a 2002-ben az Amerikai Egyesült Államokban legsikeresebb videójátékokat mutatja.
| helyezés | cím                         | platform | kiadó           |
| -------- | --------------------------- | -------- | --------------- |
| 1        | Grand Theft Auto: Vice City | PS2      | Rockstar Games  |
| 2        | Grand Theft Auto III        | PS2      | Rockstar Games  |
| 3        | Madden NFL 2003             | PS2      | Electronic Arts |
| 4        | Super Mario Advance 2       | GBA      | Nintendo        |
| 5        | Gran Turismo 3: A-Spec      | PS2      | Sony            |
| 6        | Medal of Honor: Frontline   | PS2      | Electronic Arts |
| 7        | Spider-Man: The Movie       | PS2      | Activision      |
| 8        | Kingdom Hearts              | PS2      | Squaresoft      |
| 9        | Halo: Combat Evolved        | Xbox     | Microsoft       |
| 10       | Super Mario Sunshine        | GameCube | Nintendo        |

## Fordítás
- Ez a szócikk részben vagy egészben  a(z)   2002 in video gaming című angol Wikipédia-szócikk ezen változatának fordításán alapul.  Az eredeti cikk szerkesztőit annak laptörténete sorolja fel. Ez a jelzés csupán a megfogalmazás eredetét és a szerzői jogokat jelzi, nem szolgál a cikkben szereplő információk forrásmegjelöléseként.